# الخلافات حول عيد الميلاد
عيد الميلاد هو الاحتفال المسيحي بميلاد يسوع المسيح، والذي يقام في الكنائس المسيحية الغربية بشكل سنوي في 25 ديسمبر. بقي عيد الميلاد موضوع العديد من الإصلاحات الدينية والعلمانية لعدة قرون.
كان لدى أتباع المذهب التطهيري قوانين تمنع الاحتفال الكنسي بعيد الميلاد في القرن السابع عشر؛ وذلك على عكس الكنيسة الكاثوليكية أو الكنيسة الأنجليكانية التي انفصلوا عنها. حُظِرت الخدمات الدينية المسيحية في عيد الميلاد، مع وجود عبادة العقل الإلحادية في السلطة خلال عصر الثورة الفرنسية، وأعيدت تسمية كعكة عيد الغطاس (كعكة الملك) بالقوة لتصبح «كعكة المساواة» بموجب سياسات الحكومة المناهضة لرجال الدين (المقاومة للإكليروسية). مُنِعت احتفالات عيد الميلاد في القرن العشرين بموجب عقيدة إلحاد الدولة في الاتحاد السوفيتي. تعرض الدين المنظم للهجوم الكلي في ألمانيا النازية باعتباره عدوًا للدولة، وأُفسِدت احتفالات عيد الميلاد لخدمة أيديولوجية الحزب العنصرية.
يحدث الخلاف الحديث بشكل رئيسي في الصين، والولايات المتحدة وبدرجة أقل في المملكة المتحدة. شجب بعض المعارضين المصطلح العام «الأعياد»، وتجنبوا استخدام مصطلح «عيد الميلاد»، باعتباره محققًا للصوابية السياسية. يتضمن ذلك أحيانًا اعتراضات على جهود الحكومة أو الشركات للاعتراف بعيد الميلاد بطريقة حساسة تجاه تعدد الثقافات.

## تاريخ

### المملكة المتحدة
ما يزال الترويج المؤقت لعبارة وينترفال لموسم كامل من الأحداث في المملكة المتحدة (أولًا منذ 20 نوفمبر حتى 31 ديسمبر 1997، ثم منذ عيد الهالوين حتى رأس السنة الصينية الجديدة في يناير)، من قبل مجلس مدينة برمنغهام في أواخر تسعينات القرن الماضي، مثالًا مثيرًا للجدل على «الخلافات حول عيد الميلاد». هاجم النقاد استخدام كلمة «وينترفال» على أنها «جنون سياسي»، واتهموا المسؤولين في المجلس بمحاولة إقصاء المسيح من عيد الميلاد. رد المجلس على الانتقادات بالقول إن الكلمات والرموز المتعلقة بعيد الميلاد كانت بارزة في مواده الدعائية: «كانت هناك لافتة تقول عيد ميلاد مجيد أمام منزل المجلس، وأضواء عيد الميلاد، وأشجار عيد الميلاد في الساحات المدنية الرئيسية، وجلسات غناء الترانيم بشكل منتظم من قبل جوقات المدرسة، وإرسال رئيس البلدية بطاقة عيد الميلاد مع مشهد تقليدي لعيد الميلاد متمنيًا للجميع عيد ميلاد سعيد».
اتُهم مجلس مدينة دندي في نوفمبر 2009 بحظر عيد الميلاد لأنه روج لاحتفالاته على أنه مهرجان ضوء الليل الشتوي، وذلك مع عدم وجود إشارات محددة إلى المسيحية في البداية. دُعي قادة الكنيسة المحلية للمشاركة في الحدث، ولبوا الدعوة بالفعل.

### جنوب أفريقيا
ظلت الأعياد المسيحية كيوم عيد الميلاد والجمعة العظيمة في تقويم العطلات الرسمية في جنوب إفريقيا بعد الفصل العنصري. عقدت لجنة تعزيز وحماية حقوق الجماعات الثقافية والدينية واللغوية، وهي مؤسسة تابعة للفصل التاسع تأسست في عام 2004، جلسات استماع استشارية عامة على مستوى البلاد في يونيو ويوليو 2012 لتقييم الحاجة إلى مراجعة عامة للأعياد بعد تلقي شكاوى من الأقليات بشأن التمييز غير العادل. صرحت اللجنة بأنها ستقدم توصياتها إلى وزارة الداخلية، ووزارة العمل، ولجان المحافظ المختلفة ومكتب الرئاسة بحلول أكتوبر 2012. نشرت اللجنة توصياتها في 17 أبريل 2013، بما في ذلك إلغاء بعض أيام العطل الرسمية حينها لتوفير أيام لبعض الأعياد الدينية غير المسيحية.

### النرويج
عارضت الجمعية الإنسانية النرويجية، وديوان مظالم الأطفال، واتحاد التعليم، الممارسة الشائعة المتمثلة في زيارة تلاميذ المدارس للكنائس المحلية لحضور قداس عيد الميلاد في ديسمبر. كان هناك العديد من الخلافات المحلية حول هذه القضية. أيدت الأحزاب السياسية في الغالب اتخاذ هذا القرار من قبل المدارس نفسها، ولكن الحكومة أكدت أن المدارس التي تشارك في خدمات عيد الميلاد يجب أن تقدم بديلًا للتلاميذ الذين لا يرغبون في الحضور؛ وأن هذه الخدمات يجب ألا تُقدّم في اليوم الذي يصادف إغلاق المدارس قبل عطلة عيد الميلاد. قالت حكومة سولبرغ في إعلانها الحكومي إنها تنظر بإيجابية إلى المدارس التي تشارك في الخدمات في الكنائس قبل الأعياد الدينية. 
أظهر استطلاع أجرته شركة نورستات في عام 2013 لصالح مجلة فارت لاند النرويجية أن 68% من النرويجيين يؤيدون الحصول على خدمات عيد الميلاد التي تنظمها المدرسة، بينما يعارض 14% ذلك، ولم يبد 17% منهم أي رأي في الموضوع.

### شجرة عيد الميلاد[17]
حظر الاتحاد السوفيتي، وبعض الأنظمة الشيوعية الأخرى، احتفالات عيد الميلاد وفقًا للمذهب الماركسي اللينيني عن إلحاد الدولة. شجعت رابطة الملحدين العسكرية في عشرينات القرن الماضي تلاميذ المدارس على شن حملة ضد تقاليد عيد الميلاد مثل شجرة عيد الميلاد؛ وأعادت البلاد تسمية شجرة عيد الميلاد لتصبح شجرة رأس السنة الجديدة، مجردة إياها من جمعياتها المسيحية.
كانت هناك حالات في الولايات المتحدة وكندا استخدم خلالها المسؤولون مصطلح «شجرة العيد» للإشارة إلى ما يُسمى عمومًا «شجرة عيد الميلاد» منذ ثمانينات القرن العشرين، إذ تباين رد الفعل على هذه التسمية.
قال مزارع الأشجار في نوفا سكوشا الذي تبرع بشجرة مدينة بوسطن الرسمية المزخرفة، التي وُصِفت في عام 2005 بأنها شجرة العيد، إنه يفضل وضع الشجرة في آلة تقطيع الخشب بدلًا من تسميتها تلك التسمية.
وزع لوبي القيم اليهودية في عام 2009 في القدس الغربية، وبدعم من حاخامية القدس، منشورات تدين عيد الميلاد، ودعا إلى مقاطعة «المطاعم والفنادق التي تضع أو تبيع أشجار عيد الميلاد وغيرها من الرموز المسيحية «الغبية». أثارت شجرة عيد الميلاد في بروكسل في العاصمة البلجيكية جدلًا في ديسمبر 2012؛ إذ كانت جزءًا من إعادة تسمية سوق عيد الميلاد باسم «ملذات الشتاء». اعتبرت المعارضة المحلية ذلك بمثابة إرضاء للأقلية المسلمة في المدينة. 
بُذلت جهود لإعادة تسمية أشجار العيد باسم «أشجار عيد الميلاد». قُدِّم مشروع قانون في مجلس الشيوخ في عام 2002 في ولاية كاليفورنيا لإعادة تسمية شجرة عيد الميلاد في ولاية كاليفورنيا؛ لم يُمرر هذا الإجراء، في الإضاءة الرسمية للشجرة في 4 ديسمبر 2007، فأشار حاكم كاليفورنيا أرنولد شوارزنيجر إلى الشجرة كشجرة عيد الميلاد في تصريحاته وفي البيان الصحفي الصادر عن مكتبه بعد الحفل. كان شوارزنيجر قد أنهى سابقًا الممارسة العلمانية المتمثلة في تسميتها «شجرة العيد» في عام 2004 خلال الإضاءة السنوية الثالثة والسبعين. غُيِّر الاسم تكريمًا للسيناتور الراحل ويليام «بيت» نايت. قال شوارزنيجر في جنازة نايت إنه سيغير الاسم مرة أخرى إلى شجرة عيد الميلاد. كان نايت قد ضغط دون جدوى لتغيير الاسم بعد أن قرر الحاكم ديفيس تسميتها بشجرة العيد.
أجرى مجلس الشيوخ في ميشيغن نقاشًا في عام 2005 حول ما إذا كانوا سيستمرون في تسمية الشجرة المزينة أمام مبنى كابيتول ولاية ميشيغان بشجرة العيد (كما كانت منذ أوائل تسعينات القرن الماضي) أو تسميتها شجرة عيد الميلاد. أُعيد النظر في السؤال في عام 2006، عندما صوتت لجنة ميشيغن كابيتول المكونة من الحزبين بالإجماع على استخدام مصطلح شجرة عيد الميلاد. نظر المشرعون في ولاية ويسكونسن وفي عام 2007 فيما إذا كانوا سيعيدون تسمية الشجرة في روطن كابيتول ولاية ويسكونسن، والتي سُميت بشجرة العيد منذ عام 1985، بشجرة عيد الميلاد بولاية ويسكنسن.